# 小花鹰爪枫
小花鹰爪枫（学名：Holboellia parviflora）为木通科八月瓜属下的一个种。其种加词“parviflora”意为“小花的”。
现归属于野木瓜属，接受名为Stauntonia parviflora Hemsl., 1907。